# Нінгішзіда
Нінгішзіда — в шумерській міфології хтонічне божество, син бога підземного царства Ніназу. Нінгішзіда названий «паном стійкого дерева», можливо через те, що коріння, завдяки яким дерева підтримують своє існування, ростуть в підземному царстві. Він сторож злих демонів, засланих в підземний світ (аккадське заклинання), страж (разом з Думузі) небесних воріт бога Ану (аккадський міф про Адапе).
Гудеа з Лагаша вибрав його як особистого божественного покровителя. Шанувався Нінгішзіда і в інших містах. У шумерському тексті, присвяченому Ур-Намму, дружина Нінгішзіда — Азімуа, в лагашскому колі богів — Гештінанна. 
Символом Нінгішзіда був дракон, якого астрономи Месопотамії бачили на небі в одному з сузір'їв. Пізніше греки назвали це сузір'я Змією. Символічна тварина Нінгішзіда — рогата змія.
Не виключено, що Нінгішзіда, подібно до свого батька, є також богом-цілителем, про що свідчать і його хтонічний характер, і зображення змії при ньому.

## Діяльність
Нінгішзіду також пов'язують з сільським господарством та рослинністю. Також вважалося що Нінгшзіда забезпечує родини скотом, а втрата врожаю та загибель культур пояснювалася його щорічними подорожами до підземного світу.

## Богослужіння
Поклоніння Нінгішзіді вперше зафіксовано у ранній династичній період в Меспотамії. Головним релігійним центром богослужіння Нінгішзіді була Гішбанда, яка на думку нідерландського ассиролога Франса Віггермана (1948–2024) була сільським поселенням розташованим недалеко від Лагашу та Уру.